# Christian Gottfried Gruner

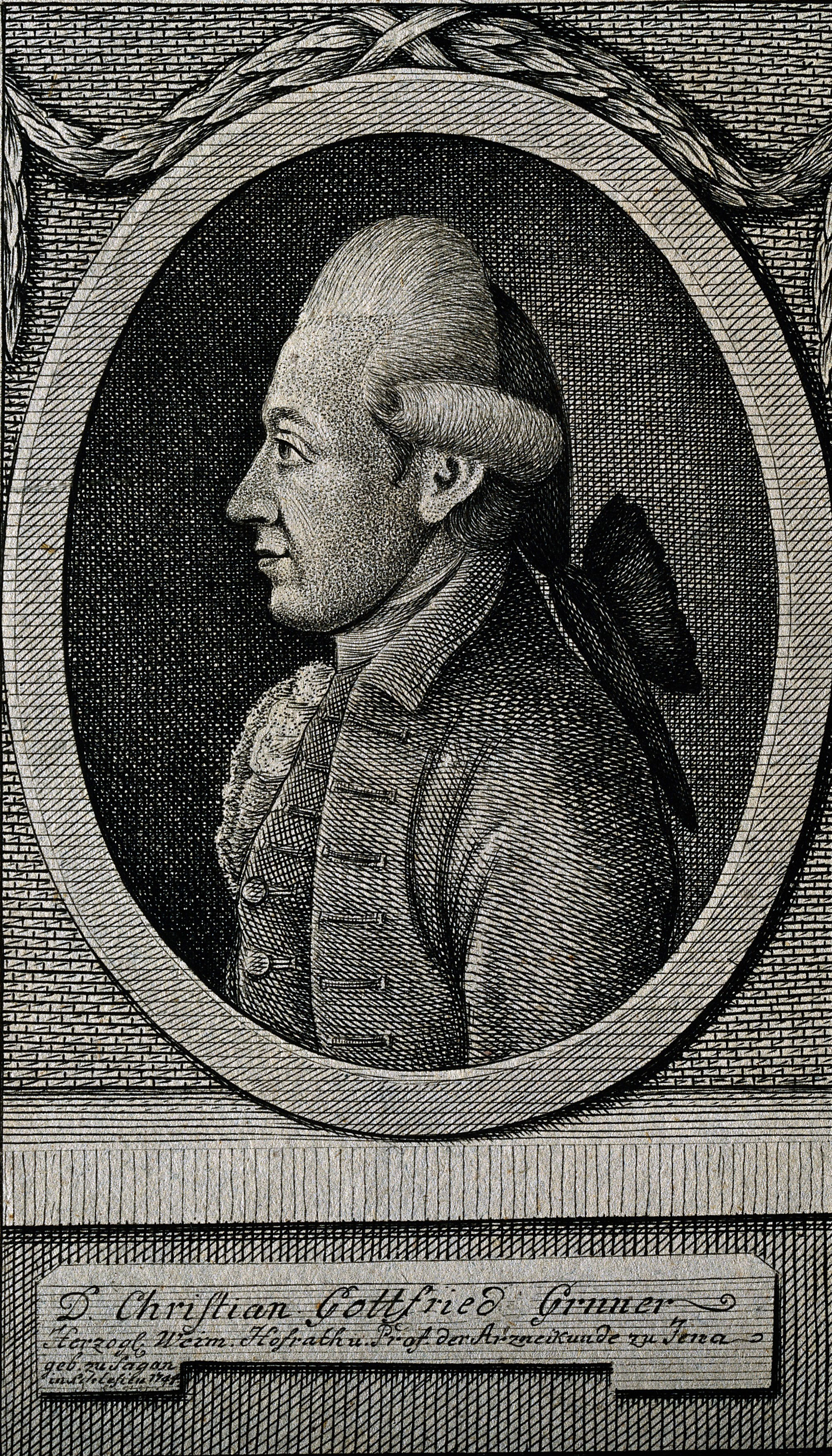
Christian Gottfried Gruner

Christian Gottfried Gruner (* 8. November 1744 in Sagan; † 5. Dezember 1815 in Jena) war ein deutscher Mediziner und Medizinhistoriker, der als Professor der Medizin in Jena wirkte.

## Leben
Gruner war der Sohn des Fleischermeisters Balthasar Gruner und dessen Frau Maria Dorothea Golisch. Er hatte seine schulische Grundausbildung an seinem Geburtsort genossen. 1762 besuchte er das Gymnasium in Görlitz und begann 1765 ein Studium der Theologie an der Universität Leipzig. Hier besuchte er anfänglich an der theologischen Fakultät die Vorlesungen von Johann August Ernesti und Samuel Friedrich Nathanael Morus. Daneben beschäftigten ihn an der philosophischen Fakultät die Ausführungen von Christian Fürchtegott Gellert, Christian August Clodius, Johann Heinrich Winckler und Christian Gottlieb Seydlitz. Nach dem Tod seines Vaters wendete er sich den medizinischen Wissenschaften zu, wobei er die Vorlesungen von Ernst Gottlob Bose, Johann Christoph Pohl, Johann Carl Gehler, Anton Wilhelm Plaz, Carl Wilhelm Pörner (1732–1796) und Christian Gottlieb Ludwig frequentierte. Nachdem er am 22. Dezember 1769 an der Universität Halle zum Doktor der Medizin promoviert worden war, wurde er im Folgejahr Stadtarzt in Sagan.
Ende September 1773 wurde er Professor der Botanik und der theoretischen Medizin an der Universität Jena. Als solcher wurde er 1776 Hofrat des Herzogs von Sachsen-Weimar sowie 1791 geheimer Hofrat und Leibarzt des Herzogs von Sachsen-Coburg. Zu seinen Schülern in Jena gehörte zum Beispiel Barthel von Siebold. Im Jahr 1797 stieg er in die zweite medizinische Professur auf und war 1803 erster Professor der praktischen Medizin und Chemie. Auch beteiligte sich Gruner an den organisatorischen Aufgaben der Jenaer Salana und war in den Wintersemestern 1775, 1779, 1785, 1791, 1795, 1799 und 1805 Rektor der Alma Mater. Gruner ist vor allem als Historiker medizinischer Zusammenhänge in Erscheinung getreten. Er war eine treibende Kraft im Atheismusstreit gegen Johann Gottlieb Fichte. Seine Zeitzeugen schildern ihn als jähzornigen Charakter, welcher weniger genehmen Kollegen wie Justus Christian Loder und Johann Christian Stark der Ältere starke Antisympathie entgegenbrachte. Dennoch genoss er großes Ansehen zu seiner Zeit. So verkehrte er privat mit Johann Wolfgang von Goethe und gilt als Begründer der medizinhistorischen, vor allem der historischpathologischen Studien.

## Mitgliedschaften und Ehrungen
Gruner war Mitglied mehrerer Gelehrtengesellschaften seiner Zeit. So 1774 Mitglied der Lateingesellschaft in Jena, im selben Jahr Mitglied der Akademie der Wissenschaften und der Literatur in Mainz, ab dem 1. Februar 1776 der Leopoldinischen Akademie der Naturforscher, ebenfalls 1776 Mitglied der hessischen akademischen Sozietät der Wissenschaften in Gießen und der Societas excolendis literis Rossicis in Moskau. 1783 war er Mitglied der kurbayrischen Gesellschaft der sittlichen und Landwirtschaftlichen Wissenschaften in Burghausen sowie der Zeeuwsch Genootschap der Wetenschapen in Vlissingen, 1785 Mitglied des königlich französischen Collegium medicum in Nancy und der Academie des Sciences, Arts et Belles-Lettres in Nancy, 1786 Mitglied der Societe royale de Physique, d'Histoire naturelle et des Arts in Orléans, 1787 Mitglied der Societe royale d' Agriculture in Paris, 1788 Mitglied der Academie des Sciences, Arts et belles-Lettres in Dijon und der Königlich holländischen Gesellschaft der Wissenschaften in Haarlem, 1789 Mitglied der Batavischen Gesellschaft für experimentelle Philosophie in Rotterdam (niederländisch: Bataafsch Genootschap der Proefondervindelijke Wijsbegeerte te Rotterdam) und der provinziellen Utrechtschen Gesellschaft der Wissenschaften und Künste in Utrecht (niederländisch: Provinciaal Utrechtsch Genootschap van Kunsten en Wetenschappen). 1790 war er Mitglied der Königlich englischen medizinischen Sozietät in London und der Reale Accademia in Florenz, 1791 Académie des sciences, belles-lettres et arts in Lyon sowie der Helvetischen Gesellschaft korrespondierender Ärzte und Wundärzte, 1793 wurde er Gründungsmitglied der Naturforschenden Gesellschaft in Jena, im gleichen Jahr Mitglied der Société de médecine in Bordeaux und Mitglied der Königlichen Akademie der Wissenschaften in Uppsala, 1795 Mitglied des Königlichen Collegium medicum in Stockholm, 1796 der Königlich Großherzoglichen Akademie der Wissenschaften in Siena und der Reale Accademia di Scienze e Belle Lettere in Mantua, 1797 Mitglied der Königlichen Akademie der Wissenschaften in Neapel, der Sydenhamischen Gesellschaft in Halle (Saale) und Ehrenmitglied der herzoglichen Mineralogischen Gesellschaft in Jena, 1798 Assessor der Naturforschenden Gesellschaft Westfalens in Brockhausen, 1800 Mitglied der Société de médecine in Paris, 1805 Mitglied der fürstlich Hessischen Gesellschaft für Alterthümer in Kassel und der Königlich bayrischen Akademie der Wissenschaften in München. Ab 1808 war er deren korrespondierendes Mitglied und 1812 Mitglied des ärztlichen Kunstvereins in Altenburg. Gruner erhielt 1815 vom königlichen Collegium medicum in Stockholm die silberne Vaccinationsmünze und wurde im Oktober dieses Jahres Ritter des königlich schwedischen Wasaordens.

## Familie
Gruner hatte sich 1777 mit Christina Margaretha Hasse, die Tochter des Ziegelmüllermeisters Christoph Hasse verheiratet. Aus der Ehe stammen vier Söhne und vier Töchter. Von diesen kennt man die Mediziner Carl Friedrich Ferdinand Gruner (* 21. Juni 1787 in Jena; † 2. Dezember 1818 ebd.) und Friedrich Wilhelm Moritz Gruner (* 3. Dezember 1790 in Jena; † 11. Dezember 1818 ebd.).

## Schriften (Auswahl)
- Censura Liborum Hippocrateorum, qua veri falsis, integri a suppositis segregantur. Breslau 1772 (Digitalisat der Bayerischen Staatsbibliothek).
- Gedanken von der Arzneiwissenschaft und den Aerzten. Breslau 1772 (Digitalisat in der Google-Buchsuche).
- Neque Eros, neque Trotula, sed Salernitanus quidam medicus, isque christianus, auctor libelli est, qui de morbis mulierum inscribitur. Jena 1773.
- Analecta ad antiquitates medicas, quibus anatome Aegyptiorum et Hippocratis, nec non mortis genus quo Cleopatra regina periit, explicantur. Breslau 1774 (Digitalisat in der Google-Buchsuche).
- Morbum antiquitates collegit, ex optimis quibusque auctoribus recensuit, ordinavit et suo quemque morbum loco collocandum curavit. Breslau 1774 (Digitalisat der Bayerischen Staatsbibliothek).
- Semiotice, in usum praelectionum academicarum. Halle 1775 (auch erschienen unter dem Titel: Physiologische und pathologische Zeichenlehre, zum Gebrauche der akademischen Vorlesungen und als Repertorium für Praktiker.) 2. Aufl. Jena 1794 (Digitalisat in der Google-Buchsuche), 1801 (Digitalisat in der Google-Buchsuche).
- Joannis Jacobi Reiskii et Joannis Ernesti Fabri opuscula medica, ex mnumentis Arabum et Ebraeorum iterum recensuit, praefatus est, vitasque auctorum indicemque rerum adjecit. Halle 1776.
- Via et ratio formulas medicas conscribendi, in usum praelectionum academicarum. Halle 1778 (Digitalisat in der Google-Buchsuche); auch unter dem Titel: Anleitung Arzneien zu verschreiben. übersetzt von K. A. Zwierlein. Heidelberg 1782, 3. Aufl. Heidelberg 1789 (Digitalisat in der Google-Buchsuche).
- Joannis Ernesti Hebenstreit palaeologia therapiae, qua veterum de morbis curandis placita potiora recentiorum sententiis aequantur etc.. Halle 1779.
- Bibliothek der Alten Aerzte in Übersetzungen und Auszügen. Leipzig 1780 und 1782 (Digitalisat in der Google-Buchsuche), 2. Bde.;
- Wöchentliche literarische Nachrichten vom Jahre 1781. Erfurt 1781.
- Almanach für Aerzte und Nichtärzte. Jena 1781–1795 (15. Bde.) 1791 (Digitalisat in der Google-Buchsuche).
- Oribasii medicinalium collectum lib. I. et II., et fragmentum aliud e codice Mosquensi. Jena 1782.
- Kritische Nachrichten von kleinen medicinischen Schriften inn- und ausländischer Akademien. Leipzig 1783–1788, 3. Bde.; 2. Bd. (Digitalisat in der Google-Buchsuche).
- Sammlung der gemeinnützigen Schriften der Königlichen medicinischen Gesellschaft zu Paris. Halle 1784.
- Christiani Langii, professoris medicinae quondam Lipsiensis, facies Hippocratica levi penicillo adumbrata. Jena 1784.
- Ordinis Medici In Vniversitate Litteraria Ienensi H. T. Decanvs D. Christ. Gothfridvs Grvner ... Sollemnia Inavgvralia ... Candidati Ioannis Conradi Schroll Schoenberga-Onoldini A. D. XVIII. Maii MDCCLXXXIIII. Habenda Indicit Qvaedam Praefatvs De Infanticidio Non Temere Admittendo. Jena 1784 (Digitalisat)
- Dissertatio Inavgvralis Medica De Mastvrbatione Peste Ivventutis Longe Perniciosissima. Jena 1784. (Digitalisat)
- Der gemeinschaftliche Kelch, nebst einigen historischen und medicinischen Zweifeln. Jena 1785.
- Baptistae Codronchii de morbo novo, prolapsu mucronatac cartilaginis dicto, libellus. Jena 1786.
- Ordinis Medici In Vniversitate Litteraria Ienensi H. T. Decanvs D. Christianvs Gothfrid. Grvner Bot. Et Theoret. Prof. Pvbl. Ord. Sollemnia Inavgvralia Clarissimi Medicinae Canditati Ioannis Bernardi Schnobel Lvbecensis A. D. III. Maii [MD]CCLXXXVI Habenda Indicit: Recusus datur Baptistae Codronchii De morbo nouo prolapsu mucronatae cartilaginis dicto libellus. Ienae, Litteris Hellerianis, 1786 (Digitalisat)
- Die venerische Ansteckung durch gemeinschaftliche Trinkgeschirre und durch den gemeinschaftlichen Kelch, aus Theorie und Erfahrung bewiesen. Jena 1787 (Digitalisat der Bayerischen Staatsbibliothek).
- Sendschreiben an den Bergrath Müller in Berlin. Leipzig 1788 (Digitalisat in der Google-Buchsuche).
- Aphrodisiacus, sive de lue venera, in duas patres divisus, quarum altera continet, ejus vestigia in veterum auctorum monumentis obvia, altera quos Aloysius Luisinus temere omisit scriptores medicos et historicos, ordine chronologico digestos. Jena 1789, 2. Bde. (Digitalisat der Bayerischen Staatsbibliothek; Digitalisat der Bayerischen Staatsbibliothek).
- Jani Cornarii, professoris quondam medicinae in universitate litterarum Jenensi celeberrimi, conjecturae et emendationes galenicae. Jena 1789.
- De variolis et morbillis fragmenta medicorum arabistarum, Constantini Africani, Matthaei Sylvatici, Bernardi Gordoni, Joannis anglici de Gaddesden, Gentilis de Fulginio, Michaelis Scoti, Rolandi Parmensis, Guidonis de Cauliaco, Guilielmi Varignanae, Valesci de Taranta, Joannis de Concoregio, Petri Hispani, Antonii de Gradis, Menghi Faventini, Blasii Astarii et Joannis Saliceti. Jena 1790 (Digitalisat der Bayerischen Staatsbibliothek).
- Dissertatio Inavgvralis Medica Sistens Pathologiam Sangvinis. Jena 1791 (Digitalisat)
- De morbo gallico scriptores medici et historici, patrim inediti, partim rri et notationibus aucti. Accedunt morbi gallici origines maranicae. Jena 1793 (Digitalisat der Bayerischen Staatsbibliothek).
- Dissertat. Inavg. Medico-Chirvrgica De Vsv Forcipis In Arte Obstetricia. Jena 1794 (Digitalisat)
- Nosologigia historica ex monumentis medii aevi lecta, animadversionibus historicis ac medicis illustrata. Jena 1794–1795 (Digitalisat der Bayerischen Staatsbibliothek).
- Vitae liberae et dissolutae encomium. Jena 1795 Joannis Stephani Bernardi reliquiae medico-criticae. Jena 1795–1796 (Digitalisat der Bayerischen Staatsbibliothek).
- De convulsione cereali Epidemica, novo morbi genere, Facultatis Medicae Marburgensis responsum. Jena 1795 (Digitalisat in der Google-Buchsuche).
- Ein paar Worte zur Belehrung, Beherzigung und Besserung des Herrn Exprofessors Fichte. Jena 1799, (Digitalisat in der Google-Buchsuche).
- Pandectae medicae sive succincta explicatio rerum medicarum in institutionibus digestis novellis obviarum. Jena 1800 (Digitalisat der Bayerischen Staatsbibliothek).
- Itinerarium sudoris anglici ex actis designatum. Jena 1805 (Digitalisat der Bayerischen Staatsbibliothek).
- Isidis christiani et pappi philosophi jusjurandum chemicum, nunc primum graecae wt latine editum. Jena 1807.
- Lusus medici orationibus expressi. Insunt gonorrhoeae et calvitiei encomium. Jena 1808.
- Zosimi Panopolitani de zythorum confectione fragmentum, nunc primum graece ac latine editum. Accedit historia zythorum sive oerevisiarum, quarum apud veteres mentio fit. Solisbacci 1814.